# Paul Goes
Paul Georg Goes (* 20. Juni 1920 in Stuttgart; † 2002) war ein deutscher Landrat.

## Leben
Goes, Sohn eines Buchhändlers und evangelischer Konfession, leistete von 1939 bis 1945 Wehr- und Kriegsdienst. Von 1946 bis 1949 studierte er Rechtswissenschaften in Tübingen. Er legte 1949 die erste und 1953 die zweite juristische Staatsprüfung ab. 1955 wurde er in Tübingen zum Dr. iur. promoviert.
Er trat 1953 in die Innenverwaltung ein. Von 1955 bis 1961 war er beim Innenministerium Baden-Württemberg tätig und danach von 1961 bis 1966 beim Landkreis Ludwigsburg, wo er ab 1962 Regierungsdirektor und Erster Landesbeamter war. Er war von 1966 bis 1985 Landrat des Landkreises Göppingen.

## Auszeichnungen
- 1979 Bundesverdienstkreuz am Bande
- 1985 Bundesverdienstkreuz 1. Klasse